# Знахарь (фильм, 1992)
«Зна́харь» (англ. Medicine Man) — американский фильм-драма с Шоном Коннери в главной роли.

## Сюжет
Учёный, посвятивший свою жизнь поиску лекарства от рака, — доктор Роберт Кэмпбелл, попадает в амазонские джунгли. Без всякой связи с внешним миром он ищет панацею против смертельной болезни в этих непроходимых лесах, а тем временем спонсирующая его компания отправляет доктора Рей Крейн, которая должна выяснить состояние дел и разобраться в происходящем. Между поначалу враждовавшими коллегами возникает глубокое романтическое чувство и, когда цель поисков оказывается уже близка, осуществлению цели спасения жизни миллионов людей препятствуют жестокие дельцы.

## В ролях
| Актёр                         | Роль                   |
| ----------------------------- | ---------------------- |
| Шон Коннери                   | доктор Роберт Кэмпбелл |
| Лоррейн Бракко                | доктор Рей Крейн       |
| Жозе Вилкер                   | доктор Мигель Орнега   |
| Родольфо Де Алехандре         | Tanaki                 |
| Франсиско Тсирен Тсире Ререме | Jahausa                |
| Элиас Монтейро Да Сильва      | Palala                 |

## Производство
Джон Мактирнан, несмотря на то, что действие происходит в Бразильской Амазонии, хотел снимать фильм на Борнео, где он ранее работал над фантастическим фильмом «Хищник». Однако тропические леса там уничтожались, и ему пришлось снимать фильм в Мексике. Для съёмок фильма бразильских индейцев привозили специально.

## Оценки
В 1993 году за худшую женскую роль доктора Рей Крейн, которую исполнила Лоррейн Бракко, фильм был номинирован на «Золотую малину».